# Damián Salucio del Poyo
Damián Salucio del Poyo, a veces citado como Salustio del Poyo o Salustrio del Poyo (Murcia, ¿1530? - Sevilla, ¿1614?), dramaturgo español del Siglo de Oro, de la escuela dramática de Lope de Vega.

## Biografía
Son inseguros los datos de que se dispone sobre él; Caparrós cree que pudo haber nacido en 1530; otros dicen que hacia 1550, pero parece ser indudablemente nacido en Murcia; al menos vivió en esa ciudadhasta 1610, año en que se trasladó a Sevilla. Su apellido, Salucio, es de origen italiano, por lo cual a veces fue deformado. Lo cierto es que no sólo Lope de Vega lo distinguió con elogios, dedicándole su "tragicomedia" Los muertos vivos, datable entre 1599 y 1602, sino también Agustín de Rojas en El viaje entretenido ("Que no ha compuesto comedia / que no mereciese estar / con las letras de oro impresa") y Cervantes en el Viaje del Parnaso ("Éste, que de los cómicos es lumbre"). Lope le dedicó su tragicomedia Los muertos vivos y Andrés de Claramonte lo alaba en su Letanía moral; en su época se alude a los efectos escenográficos, pero nada hay en lo conservado que haga pensar en ello. Sus obras se conservan en las recopilaciones Tercera parte de las comedias de Lope de Vega y otros autores (1611) y Flor de las comedias de España (1615).

## Obra
Escribió Salucio además algunos poemas perdidos en su mayor parte y un Discurso de la Casa de Guzmán y su origen, obra de carácter genealógico en la que introduce reflexiones acerca de la relación entre historia y teatro. El interés del autor por la historia es evidente: aparece también en sus comedias. Como su coetáneo Juan de la Cueva, fue uno de los primeros cultivadores del drama histórico. Aunque escribió mucho más teatro, se han conservado con su nombre La próspera fortuna del famoso Ruy López de Ávalos el Bueno, La adversa fortuna del muy noble Caballero Ruy López de Ávalos el Bueno, La privanza y caída de don Álvaro de Luna (reescrita posteriormente por Antonio Mira de Amescua), El premio de las letras por el rey Felipe Segundo y La vida y muerte de Judas; de atribución discutida es El rey perseguido y Corona pretendida. Todos esos títulos tienen un fondo de historia española salvo La vida y muerte de Judas; le interesan especialmente el tema del poder y de los validos, como se ve en los temas de sus piezas consagradas a Ruy López de Ávalos y Álvaro de Luna. Usa símbolos poéticos y no se atiene a los hechos históricos con rigor: emplea con frecuencia la fantasía, los sucesos imaginados y los anacronismos; le gusta moralizar y en ocasiones incluso critica. Hernández Valcárcel, que ha editado varias de sus comedias, señala, además, como características de su teatro, el "aire barroco e incluso romántico de ciertos episodios"; la "utilización de elementos populares y literarios"; el descuido de las acciones amorosas con "ausencia casi total de protagonistas femeninas"; y la falta de graciosos. A diferencia de Claramonte, Salucio alude con frecuencia a Murcia y a personajes murcianos.